# Marylhursti Egyetem
A Marylhursti Egyetem bölcsészettudományi magánintézmény volt az Amerikai Egyesült Államok Oregon államában fekvő Marylhurstben. Az állam egyik legrégebbi intézménye: az első diplomát 1897-ben bocsátották ki. A kezdetben a Jézus és Mária Szent Neveinek Nővérei által fenntartott iskola a Wilsonville folyó mentén helyezkedett el. Habár katolikus intézmény volt, ez a felvételnél nem játszott szerepet.
Alapképzést bölcsészettudományi és üzleti, mesterképzést pedig többek között ételtudományi, társadalomtudományi, tanári és teológiai területeken indítottak. Ez volt a régió első női bölcsészettudományi főiskolája.
Az intézmény 2018 nyarán zárt be, ezt a hallgatói létszám csökkenésével indokolták; 2013 és 2017 között az új hallgatók száma 1409-ről 743-ra esett vissza, de a 2008-as világválságkor még kétezer új tanulójuk volt. A dolgozók a bezárás előtt az indoklást vitatták.

## Története
A Jézus és Mária Szent Neveinek Nővérei 1859-ben érkeztek Montréalból Oregonba; a Szűz Mária Akadémiát ugyanezen évben alapították.

### Szűz Mária Főiskola
A régió első női bölcsészettudományi felsőoktatási intézménye, a Szűz Mária Akadémia és Főiskola 1893-ban nyílt meg Portland belvárosában, a Szűz Mária Akadémia mai épületében. 1908-ban megvásárolták a Lake Oswego és West Linn között fekvő huszonötezer négyzetméteres területet, amelyet Marylhurstnek (Mária erdeje) neveztek el. 1929-ben a főiskola lett Oregon egyetlen akkreditált, négyéves képzést folytató intézménye nők számára. 1930-ban jelenlegi helyére költözött, majd felvette a Marylhursti Főiskola nevet. 1977-ben megszerezte az Északnyugati Középiskolák és Felsőoktatási Intézmények Szövetségének akkreditációját.

### Marylhursti Főiskola
1959-ben az intézmény függetlenedett a Nővérektől, és saját igazgatótanácsa lett. 1974-től a képzések koedukáltak lettek, és ez lett az első bölcsészettudományi főiskola, amely az élethosszig tartó tanulás módszerét alkalmazta.
Az Amerikai Művészetterápiás Szövetség a képzéseket 1991-ben, 1996-ban és 2002-ben is pozitívan értékelte. Az intézmény 1996-tól szerepelt a U.S. News & World Report listájában, de nem rangsorolták.

### Marylhursti Egyetem
1998-as egyetemmé alakulásával Clackamas megye első egyeteme lett, ekkor kínálata több BA, MA és doktori szakkal (például zeneterápia és kooperatív teológiai képzés) bővült. A rektori pozíciót 2008 és 2013 között Judith Johansen, majd 2014-től 2018-ig Melody Rose töltötte be.
2018 májusában bejelentették, hogy a hallgatói létszám csökkenése miatt az intézmény megszűnik, a campus pedig az alapító Nővérek kezelésébe kerül. Az egykori hallgatók a róluk tárolt adatok kiadását a Washington állambeli Szent Márton Egyetemtől igényelhetik.

## Oktatás
Az egyetem több mint ötven szakot (alap-, mester- és doktori képzés, tanárképzés, valamint felsőoktatási szakképzés keretében) kínált. Az 1996-ban indult MA szintű zeneterápia szak a régió egyetlen akkreditált művészetterápiás képzése volt. 1990-től MBA (jelenléti és online formában is), 2002-től pedig belsőépítészi szak is indult.
A Portlandi Állami Egyetemmel, a Portlandi Közösségi Főiskolával és a Clackamas megyei Közösségi Főiskolával duális képzésről szóló megállapodást kötöttek.

## The Art Gym
A The Art Gym kortárs kiállítótér a művészeti intézet 1978 és 1998 közötti vezetője, Kay Slusarenko ötlete volt. Terri Hopkins és Paul Sutinen művészekkel támogatást szereztek a nem használt tornaterem átalakítására, ahol minden tavasszal a szakdolgozati tematikákhoz kapcsolódó kiállításokat rendeztek. 1980 óta több mint háromszázan állítottak itt ki.
Az egyetem megszűnésével a kiállítótér az Oregoni Művészeti és Kézműves Főiskolára költözött.

## Filmfesztivál
A 2009. május 1–10 között megrendezett centenáriumi filmfesztivállal az oregoni filmgyártás történetét mutatták be. Az eseményre a Villa Maria épületben 35 mm-es vetítőfülkét építettek. A nyitóestén a Mission Theater színpadán James Ivory és Gus Van Sant beszélgettek. Az Oregoni Rajzfilmintézet napját a fesztivál keretében rendezték meg.

## Nevezetes személyek
- Barbara Roberts, Oregon egykori kormányzója[26]
- Elizabeth Engstrom, író[27]
- Madeline DeFrees, író és költő[28]
- Mary F. Sammons, a Rite Aid Corporation egykori vezérigazgatója[29]
- Norma Heyser, modernista művész[30]
- Shane Bemis, Gresham egykori polgármestere[31]

## Fordítás
- Ez a szócikk részben vagy egészben  a   Marylhurst University című angol Wikipédia-szócikk ezen változatának fordításán alapul.  Az eredeti cikk szerkesztőit annak laptörténete sorolja fel. Ez a jelzés csupán a megfogalmazás eredetét és a szerzői jogokat jelzi, nem szolgál a cikkben szereplő információk forrásmegjelöléseként.